# Smaltjärnen (Glava socken, Värmland)
Smaltjärnen är en sjö i Arvika kommun i Värmland och ingår i Göta älvs huvudavrinningsområde.